# Vuelta al Algarve 2020
La 46.ª edición de la Vuelta al Algarve fue una carrera de ciclismo en ruta por etapas que se celebró en Portugal entre el 19 y el 23 de febrero de 2020 sobre un recorrido de 771,4 kilómetros dividido en 5 etapas, con inicio en la ciudad de Portimão y final en el Lagoa.
La carrera formó parte del UCI ProSeries 2020, calendario ciclístico mundial de segunda división, dentro de la categoría UCI 2.Pro y fue ganada por el belga Remco Evenepoel del Deceuninck-Quick Step. Completaron el podio, como segundo y tercer clasificado respectivamente, el alemán Maximilian Schachmann del Bora-Hansgrohe y el colombiano Miguel Ángel López del Astana.

## Equipos participantes
Tomaron parte en la carrera 25 equipos: 12 de categoría UCI WorldTeam invitados por la organización, 5 de categoría UCI ProTeam y 8 de categoría Continental. Formaron así un pelotón de 174 ciclistas de los que acabaron 161. Los equipos participantes fueron:
| WorldTeams (12)- Astana - Ineos - CCC Team - Bora-Hansgrohe - Deceuninck-Quick Step - Groupama-FDJ - Lotto Soudal - UAE Team Emirates - Team Sunweb - Trek-Segafredo - Israel Start-Up Nation - Cofidis ProTeams (5)- Alpecin-Fenix - Caja Rural-Seguros RGA - Circus-Wanty Gobert - Uno-X Norwegian Development - Euskaltel-Euskadi Equipos continentales (8)- W52-FC Porto - Tavira - Miranda-Mortágua - Aviludo-Louletano - Efapel - Rádio Popular-Boavista - L.A. Aluminios / L.A. Sport - Kelly-InOutBuild-UD Oliveirense |
| |

## Recorrido
La Vuelta al Algarve dispuso de cinco etapas para un recorrido total de 771,4 kilómetros, dividido en dos etapas de montaña, dos etapas llanas y una contrarreloj individual.
| Etapa     | Fecha     | Recorrido                  | type                    | Distancia (km) | Ganador            | Líder           |
| --------- | --------- | -------------------------- | ----------------------- | -------------- | ------------------ | --------------- |
| 1.ª etapa | 19 de feb | Portimão – Lagos           | etapa llana             | 195,6          | Fabio Jakobsen     | Fabio Jakobsen  |
| 2.ª etapa | 20 de feb | Sagres – Foia              | etapa de montaña        | 183,9          | Remco Evenepoel    | Remco Evenepoel |
| 3.ª etapa | 21 de feb | Faro – Tavira              | etapa llana             | 201,9          | Cees Bol           | Remco Evenepoel |
| 4.ª etapa | 22 de feb | Albufeira – Alto do Malhão | etapa de media montaña  | 169,7          | Miguel Ángel López | Remco Evenepoel |
| 5.ª etapa | 23 de feb | Lagoa – Lagoa              | contrarreloj individual | 20,3           | Remco Evenepoel    | Remco Evenepoel |

## Desarrollo de la carrera

### 1.ª etapa
| Portimão - Lagos | etapa llana | (195,6 km) |

| \| Clasificación de la etapa \| Clasificación de la etapa \| Clasificación de la etapa \| Clasificación de la etapa \| Clasificación de la etapa \| \| Ciclista \| Ciclista \| Equipo \| Tiempo \| \| \| ------------------------- \| ------------------------- \| --------------------------- \| ------------------------- \| ------------------------- \| \| 1.º \| Fabio Jakobsen \| Deceuninck-Quick Step \| 4 h 55 min 37 s \| \| \| 2.º \| Elia Viviani \| Cofidis \| + 0 s \| \| \| 3.º \| Matteo Trentin \| CCC Team \| + 0 s \| \| \| 4.º \| Alexander Kristoff \| UAE Team Emirates \| + 0 s \| \| \| 5.º \| Jon Aberasturi \| Caja Rural-Seguros RGA \| + 0 s \| \| \| 6.º \| Cees Bol \| Team Sunweb \| + 0 s \| \| \| 7.º \| Roger Kluge \| Lotto-Soudal \| + 0 s \| \| \| 8.º \| Davide Cimolai \| Israel Start-Up Nation \| + 0 s \| \| \| 9.º \| Daniel Hoelgaard \| Uno-X Norwegian Development \| + 0 s \| \| \| 10.º \| Edward Theuns \| Trek-Segafredo \| + 0 s \| \| |                    |                             |                 |
| |                    |                             |                 |
| Fuente: ProCyclingStats |                    |                             |                 |
| Clasificación de la etapa |                    |                             |                 |
| Ciclista | Ciclista           | Equipo                      | Tiempo          |
| 1.º | Fabio Jakobsen     | Deceuninck-Quick Step       | 4 h 55 min 37 s |
| 2.º | Elia Viviani       | Cofidis                     | + 0 s           |
| 3.º | Matteo Trentin     | CCC Team                    | + 0 s           |
| 4.º | Alexander Kristoff | UAE Team Emirates           | + 0 s           |
| 5.º | Jon Aberasturi     | Caja Rural-Seguros RGA      | + 0 s           |
| 6.º | Cees Bol           | Team Sunweb                 | + 0 s           |
| 7.º | Roger Kluge        | Lotto-Soudal                | + 0 s           |
| 8.º | Davide Cimolai     | Israel Start-Up Nation      | + 0 s           |
| 9.º | Daniel Hoelgaard   | Uno-X Norwegian Development | + 0 s           |
| 10.º | Edward Theuns      | Trek-Segafredo              | + 0 s           |

| \| Clasificación general \| Clasificación general \| Clasificación general \| Clasificación general \| Clasificación general \| \| Ciclista \| Ciclista \| Equipo \| Tiempo \| \| \| --------------------- \| --------------------- \| --------------------------- \| --------------------- \| --------------------- \| \| 1.º \| Fabio Jakobsen \| Deceuninck-Quick Step \| 4 h 55 min 37 s \| \| \| 2.º \| Elia Viviani \| Cofidis \| + 0 s \| \| \| 3.º \| Matteo Trentin \| CCC Team \| + 0 s \| \| \| 4.º \| Alexander Kristoff \| UAE Team Emirates \| + 0 s \| \| \| 5.º \| Jon Aberasturi \| Caja Rural-Seguros RGA \| + 0 s \| \| \| 6.º \| Cees Bol \| Team Sunweb \| + 0 s \| \| \| 7.º \| Roger Kluge \| Lotto-Soudal \| + 0 s \| \| \| 8.º \| Davide Cimolai \| Israel Start-Up Nation \| + 0 s \| \| \| 9.º \| Daniel Hoelgaard \| Uno-X Norwegian Development \| + 0 s \| \| \| 10.º \| Edward Theuns \| Trek-Segafredo \| + 0 s \| \| |                    |                             |                 |
| |                    |                             |                 |
| Fuente: ProCyclingStats |                    |                             |                 |
| Clasificación general |                    |                             |                 |
| Ciclista | Ciclista           | Equipo                      | Tiempo          |
| 1.º | Fabio Jakobsen     | Deceuninck-Quick Step       | 4 h 55 min 37 s |
| 2.º | Elia Viviani       | Cofidis                     | + 0 s           |
| 3.º | Matteo Trentin     | CCC Team                    | + 0 s           |
| 4.º | Alexander Kristoff | UAE Team Emirates           | + 0 s           |
| 5.º | Jon Aberasturi     | Caja Rural-Seguros RGA      | + 0 s           |
| 6.º | Cees Bol           | Team Sunweb                 | + 0 s           |
| 7.º | Roger Kluge        | Lotto-Soudal                | + 0 s           |
| 8.º | Davide Cimolai     | Israel Start-Up Nation      | + 0 s           |
| 9.º | Daniel Hoelgaard   | Uno-X Norwegian Development | + 0 s           |
| 10.º | Edward Theuns      | Trek-Segafredo              | + 0 s           |

### 2.ª etapa
| Sagres - Foia | etapa de montaña | (183,9 km) |

| \| Clasificación de la etapa \| Clasificación de la etapa \| Clasificación de la etapa \| Clasificación de la etapa \| Clasificación de la etapa \| \| Ciclista \| Ciclista \| Equipo \| Tiempo \| \| \| ------------------------- \| ------------------------- \| ------------------------------------ \| ------------------------- \| ------------------------- \| \| 1.º \| Remco Evenepoel \| Deceuninck-Quick Step \| 4 h 46 min 38 s \| \| \| 2.º \| Maximilian Schachmann \| Bora-Hansgrohe \| + 0 s \| \| \| 3.º \| Daniel Martin \| Israel Start-Up Nation \| + 2 s \| \| \| 4.º \| Rui Alberto Costa \| UAE Team Emirates \| + 2 s \| \| \| 5.º \| Tim Wellens \| Lotto-Soudal \| + 2 s \| \| \| 6.º \| Miguel Ángel López \| Astana \| + 5 s \| \| \| 7.º \| Frederico Figueiredo \| Atum General-Tavira-Maria Nova Hotel \| + 8 s \| \| \| 8.º \| Vincenzo Nibali \| Trek-Segafredo \| + 8 s \| \| \| 9.º \| Bauke Mollema \| Trek-Segafredo \| + 8 s \| \| \| 10.º \| Amaro Antunes \| W52-FC Porto \| + 8 s \| \| |                       |                                      |                 |
| |                       |                                      |                 |
| Fuente: ProCyclingStats |                       |                                      |                 |
| Clasificación de la etapa |                       |                                      |                 |
| Ciclista | Ciclista              | Equipo                               | Tiempo          |
| 1.º | Remco Evenepoel       | Deceuninck-Quick Step                | 4 h 46 min 38 s |
| 2.º | Maximilian Schachmann | Bora-Hansgrohe                       | + 0 s           |
| 3.º | Daniel Martin         | Israel Start-Up Nation               | + 2 s           |
| 4.º | Rui Alberto Costa     | UAE Team Emirates                    | + 2 s           |
| 5.º | Tim Wellens           | Lotto-Soudal                         | + 2 s           |
| 6.º | Miguel Ángel López    | Astana                               | + 5 s           |
| 7.º | Frederico Figueiredo  | Atum General-Tavira-Maria Nova Hotel | + 8 s           |
| 8.º | Vincenzo Nibali       | Trek-Segafredo                       | + 8 s           |
| 9.º | Bauke Mollema         | Trek-Segafredo                       | + 8 s           |
| 10.º | Amaro Antunes         | W52-FC Porto                         | + 8 s           |

| \| Clasificación general \| Clasificación general \| Clasificación general \| Clasificación general \| Clasificación general \| \| Ciclista \| Ciclista \| Equipo \| Tiempo \| \| \| --------------------- \| --------------------- \| ------------------------------------ \| --------------------- \| --------------------- \| \| 1.º \| Remco Evenepoel \| Deceuninck-Quick Step \| 9 h 42 min 15 s \| \| \| 2.º \| Maximilian Schachmann \| Bora-Hansgrohe \| + 0 s \| \| \| 3.º \| Rui Alberto Costa \| UAE Team Emirates \| + 2 s \| \| \| 4.º \| Daniel Martin \| Israel Start-Up Nation \| + 2 s \| \| \| 5.º \| Tim Wellens \| Lotto-Soudal \| + 2 s \| \| \| 6.º \| Miguel Ángel López \| Astana \| + 5 s \| \| \| 7.º \| Amaro Antunes \| W52-FC Porto \| + 8 s \| \| \| 8.º \| Vincenzo Nibali \| Trek-Segafredo \| + 8 s \| \| \| 9.º \| Bauke Mollema \| Trek-Segafredo \| + 8 s \| \| \| 10.º \| Frederico Figueiredo \| Atum General-Tavira-Maria Nova Hotel \| + 8 s \| \| |                       |                                      |                 |
| |                       |                                      |                 |
| Fuente: ProCyclingStats |                       |                                      |                 |
| Clasificación general |                       |                                      |                 |
| Ciclista | Ciclista              | Equipo                               | Tiempo          |
| 1.º | Remco Evenepoel       | Deceuninck-Quick Step                | 9 h 42 min 15 s |
| 2.º | Maximilian Schachmann | Bora-Hansgrohe                       | + 0 s           |
| 3.º | Rui Alberto Costa     | UAE Team Emirates                    | + 2 s           |
| 4.º | Daniel Martin         | Israel Start-Up Nation               | + 2 s           |
| 5.º | Tim Wellens           | Lotto-Soudal                         | + 2 s           |
| 6.º | Miguel Ángel López    | Astana                               | + 5 s           |
| 7.º | Amaro Antunes         | W52-FC Porto                         | + 8 s           |
| 8.º | Vincenzo Nibali       | Trek-Segafredo                       | + 8 s           |
| 9.º | Bauke Mollema         | Trek-Segafredo                       | + 8 s           |
| 10.º | Frederico Figueiredo  | Atum General-Tavira-Maria Nova Hotel | + 8 s           |

### 3.ª etapa
| Faro - Tavira | etapa llana | (201,9 km) |

| \| Clasificación de la etapa \| Clasificación de la etapa \| Clasificación de la etapa \| Clasificación de la etapa \| Clasificación de la etapa \| \| Ciclista \| Ciclista \| Equipo \| Tiempo \| \| \| ------------------------- \| ------------------------- \| --------------------------- \| ------------------------- \| ------------------------- \| \| 1.º \| Cees Bol \| Team Sunweb \| 5 h 00 min 51 s \| \| \| 2.º \| Sacha Modolo \| Alpecin-Fenix \| + 0 s \| \| \| 3.º \| Fabio Jakobsen \| Deceuninck-Quick Step \| + 0 s \| \| \| 4.º \| Alexander Kristoff \| UAE Team Emirates \| + 0 s \| \| \| 5.º \| Daniel Hoelgaard \| Uno-X Norwegian Development \| + 0 s \| \| \| 6.º \| Ryan Mullen \| Trek-Segafredo \| + 0 s \| \| \| 7.º \| Elia Viviani \| Cofidis \| + 0 s \| \| \| 8.º \| Roger Kluge \| Lotto-Soudal \| + 0 s \| \| \| 9.º \| Jon Aberasturi \| Caja Rural-Seguros RGA \| + 0 s \| \| \| 10.º \| Tom Devriendt \| Circus-Wanty Gobert \| + 0 s \| \| |                    |                             |                 |
| |                    |                             |                 |
| Fuente: ProCyclingStats |                    |                             |                 |
| Clasificación de la etapa |                    |                             |                 |
| Ciclista | Ciclista           | Equipo                      | Tiempo          |
| 1.º | Cees Bol           | Team Sunweb                 | 5 h 00 min 51 s |
| 2.º | Sacha Modolo       | Alpecin-Fenix               | + 0 s           |
| 3.º | Fabio Jakobsen     | Deceuninck-Quick Step       | + 0 s           |
| 4.º | Alexander Kristoff | UAE Team Emirates           | + 0 s           |
| 5.º | Daniel Hoelgaard   | Uno-X Norwegian Development | + 0 s           |
| 6.º | Ryan Mullen        | Trek-Segafredo              | + 0 s           |
| 7.º | Elia Viviani       | Cofidis                     | + 0 s           |
| 8.º | Roger Kluge        | Lotto-Soudal                | + 0 s           |
| 9.º | Jon Aberasturi     | Caja Rural-Seguros RGA      | + 0 s           |
| 10.º | Tom Devriendt      | Circus-Wanty Gobert         | + 0 s           |

| \| Clasificación general \| Clasificación general \| Clasificación general \| Clasificación general \| Clasificación general \| \| Ciclista \| Ciclista \| Equipo \| Tiempo \| \| \| --------------------- \| --------------------- \| ------------------------------------ \| --------------------- \| --------------------- \| \| 1.º \| Remco Evenepoel \| Deceuninck-Quick Step \| 14 h 43 min 06 s \| \| \| 2.º \| Maximilian Schachmann \| Bora-Hansgrohe \| + 0 s \| \| \| 3.º \| Daniel Martin \| Israel Start-Up Nation \| + 2 s \| \| \| 4.º \| Rui Alberto Costa \| UAE Team Emirates \| + 2 s \| \| \| 5.º \| Tim Wellens \| Lotto-Soudal \| + 2 s \| \| \| 6.º \| Miguel Ángel López \| Astana \| + 5 s \| \| \| 7.º \| Amaro Antunes \| W52-FC Porto \| + 8 s \| \| \| 8.º \| Vincenzo Nibali \| Trek-Segafredo \| + 8 s \| \| \| 9.º \| Bauke Mollema \| Trek-Segafredo \| + 8 s \| \| \| 10.º \| Frederico Figueiredo \| Atum General-Tavira-Maria Nova Hotel \| + 8 s \| \| |                       |                                      |                  |
| |                       |                                      |                  |
| Fuente: ProCyclingStats |                       |                                      |                  |
| Clasificación general |                       |                                      |                  |
| Ciclista | Ciclista              | Equipo                               | Tiempo           |
| 1.º | Remco Evenepoel       | Deceuninck-Quick Step                | 14 h 43 min 06 s |
| 2.º | Maximilian Schachmann | Bora-Hansgrohe                       | + 0 s            |
| 3.º | Daniel Martin         | Israel Start-Up Nation               | + 2 s            |
| 4.º | Rui Alberto Costa     | UAE Team Emirates                    | + 2 s            |
| 5.º | Tim Wellens           | Lotto-Soudal                         | + 2 s            |
| 6.º | Miguel Ángel López    | Astana                               | + 5 s            |
| 7.º | Amaro Antunes         | W52-FC Porto                         | + 8 s            |
| 8.º | Vincenzo Nibali       | Trek-Segafredo                       | + 8 s            |
| 9.º | Bauke Mollema         | Trek-Segafredo                       | + 8 s            |
| 10.º | Frederico Figueiredo  | Atum General-Tavira-Maria Nova Hotel | + 8 s            |

### 4.ª etapa
| Albufeira - Alto do Malhão | etapa de media montaña | (169,7 km) |

| \| Clasificación de la etapa \| Clasificación de la etapa \| Clasificación de la etapa \| Clasificación de la etapa \| Clasificación de la etapa \| \| Ciclista \| Ciclista \| Equipo \| Tiempo \| \| \| ------------------------- \| ------------------------- \| ------------------------- \| ------------------------- \| ------------------------- \| \| 1.º \| Miguel Ángel López \| Astana \| 4 h 32 min 25 s \| \| \| 2.º \| Daniel Martin \| Israel Start-Up Nation \| + 2 s \| \| \| 3.º \| Remco Evenepoel \| Deceuninck-Quick Step \| + 4 s \| \| \| 4.º \| Maximilian Schachmann \| Bora-Hansgrohe \| + 4 s \| \| \| 5.º \| Rui Alberto Costa \| UAE Team Emirates \| + 5 s \| \| \| 6.º \| Simon Geschke \| CCC Team \| + 14 s \| \| \| 7.º \| Amaro Antunes \| W52-FC Porto \| + 14 s \| \| \| 8.º \| Bauke Mollema \| Trek-Segafredo \| + 14 s \| \| \| 9.º \| Jan Polanc \| UAE Team Emirates \| + 19 s \| \| \| 10.º \| Tim Wellens \| Lotto-Soudal \| + 21 s \| \| |                       |                        |                 |
| |                       |                        |                 |
| Fuente: ProCyclingStats |                       |                        |                 |
| Clasificación de la etapa |                       |                        |                 |
| Ciclista | Ciclista              | Equipo                 | Tiempo          |
| 1.º | Miguel Ángel López    | Astana                 | 4 h 32 min 25 s |
| 2.º | Daniel Martin         | Israel Start-Up Nation | + 2 s           |
| 3.º | Remco Evenepoel       | Deceuninck-Quick Step  | + 4 s           |
| 4.º | Maximilian Schachmann | Bora-Hansgrohe         | + 4 s           |
| 5.º | Rui Alberto Costa     | UAE Team Emirates      | + 5 s           |
| 6.º | Simon Geschke         | CCC Team               | + 14 s          |
| 7.º | Amaro Antunes         | W52-FC Porto           | + 14 s          |
| 8.º | Bauke Mollema         | Trek-Segafredo         | + 14 s          |
| 9.º | Jan Polanc            | UAE Team Emirates      | + 19 s          |
| 10.º | Tim Wellens           | Lotto-Soudal           | + 21 s          |

| \| Clasificación general \| Clasificación general \| Clasificación general \| Clasificación general \| Clasificación general \| \| Ciclista \| Ciclista \| Equipo \| Tiempo \| \| \| --------------------- \| --------------------- \| ------------------------------------ \| --------------------- \| --------------------- \| \| 1.º \| Remco Evenepoel \| Deceuninck-Quick Step \| 18 h 59 min 35 s \| \| \| 2.º \| Daniel Martin \| Israel Start-Up Nation \| + 0 s \| \| \| 3.º \| Maximilian Schachmann \| Bora-Hansgrohe \| + 0 s \| \| \| 4.º \| Miguel Ángel López \| Astana \| + 1 s \| \| \| 5.º \| Rui Alberto Costa \| UAE Team Emirates \| + 3 s \| \| \| 6.º \| Amaro Antunes \| W52-FC Porto \| + 18 s \| \| \| 7.º \| Bauke Mollema \| Trek-Segafredo \| + 18 s \| \| \| 8.º \| Tim Wellens \| Lotto-Soudal \| + 19 s \| \| \| 9.º \| Simon Geschke \| CCC Team \| + 24 s \| \| \| 10.º \| Frederico Figueiredo \| Atum General-Tavira-Maria Nova Hotel \| + 31 s \| \| |                       |                                      |                  |
| |                       |                                      |                  |
| Fuente: ProCyclingStats |                       |                                      |                  |
| Clasificación general |                       |                                      |                  |
| Ciclista | Ciclista              | Equipo                               | Tiempo           |
| 1.º | Remco Evenepoel       | Deceuninck-Quick Step                | 18 h 59 min 35 s |
| 2.º | Daniel Martin         | Israel Start-Up Nation               | + 0 s            |
| 3.º | Maximilian Schachmann | Bora-Hansgrohe                       | + 0 s            |
| 4.º | Miguel Ángel López    | Astana                               | + 1 s            |
| 5.º | Rui Alberto Costa     | UAE Team Emirates                    | + 3 s            |
| 6.º | Amaro Antunes         | W52-FC Porto                         | + 18 s           |
| 7.º | Bauke Mollema         | Trek-Segafredo                       | + 18 s           |
| 8.º | Tim Wellens           | Lotto-Soudal                         | + 19 s           |
| 9.º | Simon Geschke         | CCC Team                             | + 24 s           |
| 10.º | Frederico Figueiredo  | Atum General-Tavira-Maria Nova Hotel | + 31 s           |

### 5.ª etapa
| Lagoa - Lagoa | contrarreloj individual | (20,3 km) |

| \| Clasificación de la etapa \| Clasificación de la etapa \| Clasificación de la etapa \| Clasificación de la etapa \| Clasificación de la etapa \| \| Ciclista \| Ciclista \| Equipo \| Tiempo \| \| \| ------------------------- \| ------------------------- \| ------------------------- \| ------------------------- \| ------------------------- \| \| 1.º \| Remco Evenepoel \| Deceuninck-Quick Step \| 24 min 07 s \| \| \| 2.º \| Rohan Dennis \| Team Ineos \| + 10 s \| \| \| 3.º \| Stefan Küng \| Groupama-FDJ \| + 19 s \| \| \| 4.º \| Maximilian Schachmann \| Bora-Hansgrohe \| + 38 s \| \| \| 5.º \| Miguel Ángel López \| Astana \| + 38 s \| \| \| 6.º \| Michał Kwiatkowski \| Team Ineos \| + 38 s \| \| \| 7.º \| Patrick Bevin \| CCC Team \| + 38 s \| \| \| 8.º \| Yves Lampaert \| Deceuninck-Quick Step \| + 46 s \| \| \| 9.º \| Nils Politt \| Israel Start-Up Nation \| + 47 s \| \| \| 10.º \| Mads Würtz \| Israel Start-Up Nation \| + 48 s \| \| |                       |                        |             |
| |                       |                        |             |
| Fuente: ProCyclingStats |                       |                        |             |
| Clasificación de la etapa |                       |                        |             |
| Ciclista | Ciclista              | Equipo                 | Tiempo      |
| 1.º | Remco Evenepoel       | Deceuninck-Quick Step  | 24 min 07 s |
| 2.º | Rohan Dennis          | Team Ineos             | + 10 s      |
| 3.º | Stefan Küng           | Groupama-FDJ           | + 19 s      |
| 4.º | Maximilian Schachmann | Bora-Hansgrohe         | + 38 s      |
| 5.º | Miguel Ángel López    | Astana                 | + 38 s      |
| 6.º | Michał Kwiatkowski    | Team Ineos             | + 38 s      |
| 7.º | Patrick Bevin         | CCC Team               | + 38 s      |
| 8.º | Yves Lampaert         | Deceuninck-Quick Step  | + 46 s      |
| 9.º | Nils Politt           | Israel Start-Up Nation | + 47 s      |
| 10.º | Mads Würtz            | Israel Start-Up Nation | + 48 s      |

## Clasificaciones finales
- Las clasificaciones finalizaron de la siguiente forma:[5]

### Clasificación general
| \| Clasificación general \| Clasificación general \| Clasificación general \| Clasificación general \| Clasificación general \| \| Ciclista \| Ciclista \| Equipo \| Tiempo \| \| \| --------------------- \| --------------------- \| --------------------- \| --------------------- \| --------------------- \| \| 1.º \| Remco Evenepoel \| Deceuninck-Quick Step \| 19 h 23 min 42 s \| \| \| 2.º \| Maximilian Schachmann \| Bora-Hansgrohe \| + 38 s \| \| \| 3.º \| Miguel Ángel López \| Astana \| + 39 s \| \| \| 4.º \| Rui Alberto Costa \| UAE Team Emirates \| + 56 s \| \| \| 5.º \| Tim Wellens \| Lotto-Soudal \| + 1 min 17 s \| \| \| 6.º \| Simon Geschke \| CCC Team \| + 1 min 18 s \| \| \| 7.º \| Lennard Kämna \| Bora-Hansgrohe \| + 1 min 26 s \| \| \| 8.º \| Bauke Mollema \| Trek-Segafredo \| + 1 min 31 s \| \| \| 9.º \| João Almeida \| Deceuninck-Quick Step \| + 1 min 40 s \| \| \| 10.º \| Amaro Antunes \| W52-FC Porto \| + 1 min 57 s \| \| |                       |                       |                  |
| |                       |                       |                  |
| Fuente: ProCyclingStats |                       |                       |                  |
| Clasificación general |                       |                       |                  |
| Ciclista | Ciclista              | Equipo                | Tiempo           |
| 1.º | Remco Evenepoel       | Deceuninck-Quick Step | 19 h 23 min 42 s |
| 2.º | Maximilian Schachmann | Bora-Hansgrohe        | + 38 s           |
| 3.º | Miguel Ángel López    | Astana                | + 39 s           |
| 4.º | Rui Alberto Costa     | UAE Team Emirates     | + 56 s           |
| 5.º | Tim Wellens           | Lotto-Soudal          | + 1 min 17 s     |
| 6.º | Simon Geschke         | CCC Team              | + 1 min 18 s     |
| 7.º | Lennard Kämna         | Bora-Hansgrohe        | + 1 min 26 s     |
| 8.º | Bauke Mollema         | Trek-Segafredo        | + 1 min 31 s     |
| 9.º | João Almeida          | Deceuninck-Quick Step | + 1 min 40 s     |
| 10.º | Amaro Antunes         | W52-FC Porto          | + 1 min 57 s     |

### Clasificación de la montaña
| Clasificación de la montaña | Clasificación de la montaña | Clasificación de la montaña          | Clasificación de la montaña | Clasificación de la montaña |
| Ciclista                    | Ciclista                    | Equipo                               | Puntos                      |                             |
| --------------------------- | --------------------------- | ------------------------------------ | --------------------------- | --------------------------- |
| 1.º                         | Dries De Bondt              | Alpecin-Fenix                        | 17 pts                      |                             |
| 2.º                         | Remco Evenepoel             | Deceuninck-Quick Step                | 15 pts                      |                             |
| 3.º                         | Tiago Antunes               | Efapel                               | 14 pts                      |                             |
| 4.º                         | João Rodrigues              | W52-FC Porto                         | 10 pts                      |                             |
| 5.º                         | Daniel Martin               | Israel Start-Up Nation               | 10 pts                      |                             |
| 6.º                         | Maximilian Schachmann       | Bora-Hansgrohe                       | 10 pts                      |                             |
| 7.º                         | Alexander Grigoriev         | Atum General-Tavira-Maria Nova Hotel | 7 pts                       |                             |
| 8.º                         | Miguel Ángel López          | Astana                               | 6 pts                       |                             |
| 9.º                         | Frederico Figueiredo        | Atum General-Tavira-Maria Nova Hotel | 6 pts                       |                             |
| 10.º                        | Michael Schär               | CCC Team                             | 6 pts                       |                             |

### Clasificación por puntos
| Clasificación por puntos | Clasificación por puntos | Clasificación por puntos | Clasificación por puntos | Clasificación por puntos |
| Ciclista                 | Ciclista                 | Equipo                   | Puntos                   |                          |
| ------------------------ | ------------------------ | ------------------------ | ------------------------ | ------------------------ |
| 1.º                      | Fabio Jakobsen           | Deceuninck-Quick Step    | 41 pts                   |                          |
| 2.º                      | Cees Bol                 | Team Sunweb              | 33 pts                   |                          |
| 3.º                      | Alexander Kristoff       | UAE Team Emirates        | 26 pts                   |                          |
| 4.º                      | Elia Viviani             | Cofidis                  | 26 pts                   |                          |
| 5.º                      | Remco Evenepoel          | Deceuninck-Quick Step    | 25 pts                   |                          |
| 6.º                      | Daniel Martin            | Israel Start-Up Nation   | 22 pts                   |                          |
| 7.º                      | Miguel Ángel López       | Astana                   | 20 pts                   |                          |
| 8.º                      | Maximilian Schachmann    | Bora-Hansgrohe           | 20 pts                   |                          |
| 9.º                      | Sacha Modolo             | Alpecin-Fenix            | 20 pts                   |                          |
| 10.º                     | Rui Alberto Costa        | UAE Team Emirates        | 16 pts                   |                          |

### Clasificación de los jóvenes
| Clasificación del mejor joven | Clasificación del mejor joven | Clasificación del mejor joven | Clasificación del mejor joven | Clasificación del mejor joven |
| Ciclista                      | Ciclista                      | Equipo                        | Tiempo                        |                               |
| ----------------------------- | ----------------------------- | ----------------------------- | ----------------------------- | ----------------------------- |
| 1.º                           | Remco Evenepoel               | Deceuninck-Quick Step         | 19 h 23 min 42 s              |                               |
| 2.º                           | João Almeida                  | Deceuninck-Quick Step         | + 1 min 40 s                  |                               |
| 3.º                           | Ilan Van Wilder               | Team Sunweb                   | + 3 min 39 s                  |                               |
| 4.º                           | Andreas Leknessund            | Uno-X Norwegian Development   | + 3 min 48 s                  |                               |
| 5.º                           | Kevin Geniets                 | Groupama-FDJ                  | + 4 min 20 s                  |                               |
| 6.º                           | Harold Tejada                 | Astana                        | + 4 min 44 s                  |                               |
| 7.º                           | Torjus Sleen                  | Uno-X Norwegian Development   | + 6 min 07 s                  |                               |
| 8.º                           | Juan Fernando Calle           | Caja Rural-Seguros RGA        | + 12 min 59 s                 |                               |
| 9.º                           | Brent Van Moer                | Lotto-Soudal                  | + 14 min 14 s                 |                               |
| 10.º                          | Nicolás Sáenz                 | Efapel                        | + 17 min 50 s                 |                               |

### Clasificación por equipos
| Clasificación por equipos | Clasificación por equipos | Clasificación por equipos | Clasificación por equipos |
| Equipo                    | Equipo                    | Tiempo                    |                           |
| ------------------------- | ------------------------- | ------------------------- | ------------------------- |
| 1.º                       | Ineos                     | 58 h 19 min 43 s          |                           |
| 2.º                       | UAE Team Emirates         | + 25 s                    |                           |
| 3.º                       | CCC Team                  | + 1 min 51 s              |                           |
| 4.º                       | Astana                    | + 2 min 41 s              |                           |
| 5.º                       | Deceuninck-Quick Step     | + 5 min 09 s              |                           |

## Evolución de las clasificaciones
| Etapa                   | Vencedor                | Clasificación general | Clasificación de la montaña | Clasificación por puntos | Clasificación de los jóvenes | Clasificación por equipos |
| ----------------------- | ----------------------- | --------------------- | --------------------------- | ------------------------ | ---------------------------- | ------------------------- |
| 1.ª                     | Fabio Jakobsen          | Fabio Jakobsen        | Diego López                 | Fabio Jakobsen           | Juan Fernando Calle          | Israel Start-Up Nation    |
| 2.ª                     | Remco Evenepoel         | Remco Evenepoel       | Remco Evenepoel             | Fabio Jakobsen           | Remco Evenepoel              | Astana                    |
| 3.ª                     | Cees Bol                | Remco Evenepoel       | Remco Evenepoel             | Fabio Jakobsen           | Remco Evenepoel              | Astana                    |
| 4.ª                     | Miguel Ángel López      | Remco Evenepoel       | Dries De Bondt              | Fabio Jakobsen           | Remco Evenepoel              | UAE Emirates              |
| 5.ª                     | Remco Evenepoel         | Remco Evenepoel       | Dries De Bondt              | Fabio Jakobsen           | Remco Evenepoel              | INEOS                     |
| Clasificaciones finales | Clasificaciones finales | Remco Evenepoel       | Dries De Bondt              | Fabio Jakobsen           | Remco Evenepoel              | INEOS                     |

## Ciclistas participantes y posiciones finales
Convenciones:
- AB-N: Abandono en la etapa "N"
- FLT-N: Retiro por llegada fuera del límite de tiempo en la etapa "N"
- NTS-N: No tomó la salida para la etapa "N"
- DES-N: Descalificado o expulsado en la etapa "N"

## UCI World Ranking
La Vuelta al Algarve otorgó puntos para el UCI World Ranking para corredores de los equipos en las categorías UCI WorldTeam, UCI ProTeam y Continental. Las siguientes tablas muestran el baremo de puntuación y los 10 corredores que obtuvieron más puntos:
| Posición              | 1.º | 2.º | 3.º | 4.º | 5.º | 6.º | 7.º | 8.º | 9.º | 10.º | 11.º | 12.º | 13.º | 14.º | 15.º | 16.º-30.º | 31.º-40.º |
| Clasificación general | 200 | 150 | 125 | 100 | 85  | 70  | 60  | 50  | 40  | 35   | 30   | 25   | 20   | 15   | 10   | 5         | 3         |
| Por etapa             | 20  | 10  | 5   |     |     |     |     |     |     |      |      |      |      |      |      |           |           |
| Líder                 | 5   |     |     |     |     |     |     |     |     |      |      |      |      |      |      |           |           |

| Clasificación |                       |                        |         |       |       |       |
| Posición      | Ciclista              | Equipo                 | General | Etapa | Líder | Total |
| ------------- | --------------------- | ---------------------- | ------- | ----- | ----- | ----- |
| 1.º           | Remco Evenepoel       | Deceuninck-Quick Step  | 200     | 45    | 15    | 260   |
| 2.º           | Maximilian Schachmann | Bora-Hansgrohe         | 150     | 10    | -     | 160   |
| 3.º           | Miguel Ángel López    | Astana                 | 125     | 20    | -     | 145   |
| 4.º           | Rui Costa             | UAE Emirates           | 100     | -     | -     | 100   |
| 5.º           | Tim Wellens           | Lotto Soudal           | 85      | -     | -     | 85    |
| 6.º           | Simon Geschke         | CCC                    | 70      | -     | -     | 70    |
| 7.º           | Lennard Kämna         | Bora-Hansgrohe         | 60      | -     | -     | 60    |
| 8.º           | Bauke Mollema         | Trek-Segafredo         | 50      | -     | -     | 50    |
| 9.º           | Daniel Martin         | Israel Start-Up Nation | 30      | 15    | -     | 45    |
| 10.º          | João Almeida          | Deceuninck-Quick Step  | 40      | -     | -     | 40    |